# ال دي إس آر (بندقية قنص)
ال دي إس آر (بالإنجليزية: LDSR) هي بندقية قنص صُنعت في السعودية، من شركة ذا لاينز دين. وتعتبر أول بندقية قنص ترباس ذات تلقيم مباشر في العالم.

## مواصفات
البندقية مجهزة بقضبان بيكاتيني متعددة الجوانب للنطاقات، والمصابيح، ومؤشرات الليزر، وواقيات الليل وأجهزة التصويب المماثلة الأخرى.
- النوع السحب المستقيم، تعمل بترباس، متعددة العيارات.[1]
- نظام القفل نظام قفل السحب المستقيم الخاص بشركة Lion's Den.[1]
- طول البرميل 26 بوصة، مع خيط كمامة مع مكابح الارتداد/مخفي الوميض.[1]
- مادة البرميل 39 NiCrMo3 الفولاذ، مع صلابة لا تقل عن 44-46 نقطة HRC.[1]
- عيارات .308 وينشستر (7.62×51 الناتو) .338 لابوا ماغنوم.[1]
- الطول الإجمالي 1300 ملم.[1]
- الوزن الإجمالي 7500 جرام.[1]
- سعة المخزن 5 رصاصات (.308 Winchester) 5 جولات (.338 Lapua Magnum).[1]

## الإقبال
نالت القناص ال دي إس آر صدىً واسعاً وإقبالاً كبيراً من القطاعاتِ العسكريةِ الأجنبيةِ والصحافةِ المهتمةِ بالقطاعِ العسكري.

## أنظر أيضا
- إل دي-50 بي إم جي شلفا
- الفارس 8-400